# متئو لوناتی
متئو لوناتی (انگلیسی: Matteo Lunati؛ زادهٔ ۲ ژوئیهٔ ۱۹۸۷) بازیکن فوتبال اهل ایتالیا است.
از باشگاه‌هایی که در آن بازی کرده‌است می‌توان به باشگاه فوتبال کومو، باشگاه فوتبال آ.ث. میلان، و باشگاه فوتبال اسپال اشاره کرد.